# Krzysztof Globisz
Krzysztof Maria Globisz, né le 16 janvier 1957 à Siemianowice Śląskie, est un acteur polonais de théâtre, cinéma, radio et télévision. Il est professeur à l'École nationale supérieure de théâtre Ludwik Solski de Cracovie où il est doyen de la faculté d'acteurs. Depuis 2006 il est membre du conseil des programmes de la fondation Centre de créativité nationale (en polonais : Fundacja Centrum Twórczości Narodowej).

## Biographie
Les parents de Krzysztof Globisz sont respectivement originaires de la région d'Opole et de Bielsko-Biała (il passait ses vacances avec ses grands-parents maternels dans le village de Węgierska Górka dans les Beskides occidentales).
Après une scolarité dans un lycée de Katowice (pl) Krzysztof Globisz fait des études d'acteur à l'École nationale supérieure de théâtre Ludwik Solski de Cracovie et débute au Teatr Polski we Wrocławiu (pl). À partir de 1981, il travaille régulièrement au Stary Teatr de Cracovie.
Il joue des rôles comme celui de Méphistophélès dans l’Exposé des preuves métaphysiques de Tadeusz Bradecki (pl) pour lequel il reçoit un prix au XXVe Festival polonais des arts contemporains de Wrocław en 1986). Il a créé le rôle-titre dans la pièce de Peter Handke Kaspar (prix à l'occasion des XXVIIIes rencontres théâtrales de Kalisz en 1988), Ismael et Tartagl dans Turandot de Carlo Gozzi (prix lors des XXXIes rencontres théâtrales de Kalisz en 1991), l'ivrogne dans Le Mariage (Ślub) de Witold Gombrowicz (prix au XXIXe Festival polonais des arts contemporains de Wrocław en 1991), Semenka dans la pièce de Juliusz Słowacki Le Rêve d'argent de Salomé (en polonais : Sen srebrny Salomei) (prix aux dix-neuvièmes Confrontations théâtrales d'Opole en 1994), dans la pièce L'Enterrement de Witkcacy (prix pour la deuxième OKnWPSW à Varsovie en 1996), le rôle-titre de Peer Gynt de Henrik Ibsen (prix lors des XXXVIIes rencontres théâtrales de Kalisz en 1997), celui du Duc Vincentio dans la comédie Mesure pour Mesure de Shakespeare (prix au troisième Concours national pour les travaux de reconstitution dramatique Shakespeare 1998 à Varsovie et le deuxième prix comédie de TALIA'98 à Tarnów), le rôle-titre dans La Résistible Ascension d'Arturo Ui de Bertolt Brecht (a reçu le Ludwik - prix de la communauté de théâtre de Cracovie en 2000), Sajetan Tempe dans Trzeci akt wg Szewców (Le Troisième Acte des cordonniers) de Witkcacy (prix Aleksander-Zelwerowicz 2002 décerné par le magazine mensuel Théâtre et prix aux vingt-huitièmes Confrontations théâtrales d'Opole en 2003), Superius dans À pied (Pieszo) de Sławomir Mrożek (troisième place dans le classement du public lors des XLIIes rencontres théâtrales de Rzeszów en 2003) et le rôle de Zarathoustra III-Fritz dans la pièce de Nietzsche / Einar Schleef Zarathoustra (prix au concours national pour la mise en scène théâtrale de la littérature européenne ancienne, 2006 à Varsovie).
Il est apparu pour la première fois en 1980 sur le petit écran dans un feuilleton tourné par Andrzej Wajda et Edward Kłosiński Z biegiem lat, z biegiem dni (Au fil des ans, au fil des jours). Il fait ses débuts sur l'écran de cinéma en 1983 dans Danton, de Wajda également, (1983) aux côtés de Gérard Depardieu. Son rôle de l'avocat idéaliste Piotr Balicki dans le film de Kieślowski Tu ne tueras point (Le Décalogue V) (1988) a été salué par la critique. Dans Wszystko, co najważniejsze (pl) (1992) il joue le personnage d'Aleksander Wat, le célèbre poète polonais futuriste communisant des années 1930. Dans l'émission de télévision Sensations du XXe siècle (épisodes La Pologne sous le feu, réalisés par Bogusław Wołoszański et Wojciech Pacyna, il tient dans la reconstruction des événements historiques le rôle du ministre soviétique des Affaires étrangères Viatcheslav Molotov. Son rôle de Bogdan Lewicki, chef de la musique militaire dans le téléfilm de Robert Gliński Długi weekend (pl) (2004) lui a valu un prix du premier rôle masculin au XXIXe Festival du film polonais de Gdynia. Le rôle de l'ange Giordano dans la comédie d'Artur Więcek "Baron" Un ange à Cracovie (pl) (2002) lui a valu la statuette Jańcio Wodnik au Festival national d'art cinématographique Prowincjonalia (pl) à Września. Il est également apparu dans les films de Jan Jakub Kolski La Pornographie (pl) (2003) et Jasminum (pl) (2006).
Un AVC survenu en 2014 l'oblige à suspendre sa carrière qu'il reprend petit à petit à partir de décembre 2015.

### Récompenses
En 1996, il a reçu le titre de Zasłużony Działacz Kultury (pl), et en 2005 la médaille d'argent du Mérite culturel polonais Gloria Artis. En 2004, il a reçu la croix de chevalier de l'ordre Polonia Restituta. En 2005, il a été nommé pour l'Aigle du meilleur acteur dans un second rôle pour le film Zerwany (2003). En 2009, il a reçu le Prix de la Ville de Cracovie (pl) pour sa carrière exceptionnelles d'acteur. Il a été deux fois nommé pour le prix Złota Kaczka (pl) du Meilleur Acteur pour les films Nie ten człowiek (pl) (2010) et Les Impliqués (2011).

## Filmographie

### Rôles dans des films ou dans des séries télévisées
- 1980 : Z biegiem lat, z biegiem dni... : Chochoł
- 1983 : Danton : Amar
- 1985 : Tętno : Adolf Poświatowski
- 1987 : Śmieciarz (serial telewizyjny) (pl) série tv, épisode 3) : combattant du ghetto Olek
- 1988 : Tu ne tueras point (Décalogue V) : Piotr Balicki, avocat
- 1988 : Crimen (serial telewizyjny) (pl) Wasyl, mari de Nastka
- 1989 : Modrzejewska (pl) (série tv, épisode 5) : Jan Karol Tatarkiewicz
- 1992 : Wszystko, co najważniejsze (pl) : Aleksander Wat
- 1993 : Tylko strach (pl) : le fiancé de Katarzyna
- 1993 : Balanga (pl) : le voisin
- 1994 : Ziarno zroszone krwią : Jan Rzepecki
- 1995 : Pułkownik Kwiatkowski (pl) : Mieczysław Moczar
- 1996 : Sawa : Tiucha
- 1997 : Kochaj i rób co chcesz (pl) (Love and Do What You Want) : le curé Małecki
- 1998 : Jest taki człowiek
- 1999 : Na dobre i na złe (pl) : docteur Paszkiewicz
- 1999 : Historia filozofii po góralsku według ks. Józefa Tischnera : Jędrek Kudasik – Socrate
- 1999 : Randka z diabłem (pl) : Witek
- 1999 : Jerzy Pilch. Wyznania człowieka piszącego.
- 1999 : Pan Tadeusz : Quand Napoléon traversait le Niémen : major Płut
- 1999 : Operacja Samum (pl) : le gros
- 1999 : Jak narkotyk (pl)
- 1999 : Córy szczęścia (pl) (en hongrois : A Szerencse lányai, en allemand : Töchter des Glücks)
- 2000 : Co nie jest snem (teatr TV) : Przybysz
- 2000 : Teatr podziemny Tadeusza Kantora
- 2000 : C'est moi, le voleur : Gomez
- 2000 : Wyrok na Franciszka Kłosa (pl) (Wajda) : Rządek
- 2000 : Twarze i maski : Kujawy, avocat
- 2000 : Weiser : Szymek
- 2000 : Le Maréchal  Piłsudski (pl) : l'archevêque de Kielce
- 2001 : Samo niebo : Tomasz, metteur en scène
- 2001 : Pas de deux (film, 2001) (pl) ; Józef Struziak
- 2001 : Eukaliptus (pl) : Billy Rosenkrantz
- 2002 : Przedwiośnie (pl) : Władysław Barwicki, le fiancé de Laura
- 2002 : Anioł w Krakowie (pl) : l'ange Giordano
- 2002 : Kariera Nikosia Dyzmy (pl) (La Carrière de Nikos Dyzma) : le ministre Jaszuński
- 2003 : Zerwany (pl) l'instituteur en maison de correction
- 2003 : La Pornographie (pl) : Hipolit
- 2003 : Pogoda na jutro (pl) : Czesio, le concubin de Renata
- 2003 : Le Retour en russe : Возвращение : Ludwik Tycner
- 2003 : Tak czy nie? (pl) : Andrzej Dembicki
- 2003 : Powiedz to, Gabi (pl) : Michał, le rédacteur en chef
- 2003 : Superprodukcja (pl) : Bartek Wypychowski
- 2004 : Oficer (pl) : Waldemar Wiśniewski « Topor »
- 2004 : Długi weekend (pl) : Bogdan Lewicki, chef d'orchestre
- 2004 : O czym są moje oczy : le gynécologue
- 2004 : Pan Bruno
- 2005 : Wróżby kumaka (pl) : Wróbel
- 2005 : Emilia : le médecin
- 2005 : Zakochany Anioł (pl) : l'ange Giordano
- 2005 : Magda M. (pl) : Ryszard Dreszcz
- 2006: Szatan z siódmej klasy (pl) : Iwo Gąsowski, père de Wanda (d'après le roman populaire Satan de la septième classe) avec une version pour la télévision (pl) en 6 épisodes
- 2006 : Jasminum (pl) : le bourgmestre
- 2007 : Katyń : le professeur de chimie
- 2007 : Pora umierać (pl) : Witek
- 2007 : Ryś (pl) : un prêtre
- 2007 : Odwróceni (pl) : Robert Gazda
- 2007 : Góra Góry : le père Jan Góra, OP
- 2008 : Jak żyć? (pl) : l'oncle Zbyszek
- 2008–2010 : Czas honoru (pl) : Leon Sajkowski
- 2008 : Teraz albo nigdy! (pl) ; le père de Marta
- 2008 : Lejdis (pl) : Tadeusz, père de Mona
- 2009 : Idealny facet dla mojej dziewczyny (pl) : le professeur de Mlle Katz
- 2009 : Kochaj i tańcz (pl) : le père
- 2009 : Drzazgi (pl) : Marek Jaskulski, le père de Dorota
- 2009 : Les Londoniens (2) (pl) : le père de Maria (épisode 11)
- 2010 : Ratownicy (pl) : Witold Biały
- 2010 : 1920. Wojna i miłość (pl) : Lev Sriebielnikov, père d'Alexandre
- 2010 : Milczenie jest złotem (pl) : le psychanalyste
- 2010 : Droga do raju (pl) : le directeur du magasin
- 2010 : Nie ten człowiek (pl)
- 2011 : Licencja na wychowanie (pl) : Władysław, père de Paweł Leszczyński
- 2011 : Ki : Marian, directeur du centre d'aide sociale
- 2011 : 80 milionów (pl) : le père d'Anka
- 2011 : Les Impliqués : Henryk Telak
- 2011 : La Bataille de Varsovie, 1920 : Lev Sriebielnikov
- 2012 : Wszystkie kobiety Mateusza : Mateusz Kłos
- 2012 : Pan Piotr
- 2013 : Trzy razy Fredro : Piotr
- 2013 : Gabriel (pl) : le grand-père
- 2014 : Facet (nie)potrzebny od zaraz (pl) : le père de Zosia
- 2014 : Jack Strong : Siwicki
- 2014 : Kamienie na szaniec (pl) (d'après Des pierres sur le rempart) : Józef Zawadzki (pl), père de Tadeusz Zawadzki
- 2014 : Performer (pl) : le prof d'éducation physique
- 2016 : Je suis un tueur (Jestem mordercą)

### Doublage en polonais
- 2003 : Exploring the Reef with Jean-Michel Cousteau (en) : Marlin
- 2003 : Le Monde de Nemo : Marlin
- 2005 : Oliver Twist : Bill Sykes
- 2007 : Don Chichot : Sancho
- 2008 : Chasseurs de dragons : Lian-Chu

## Au théâtre
Cf. supra dans la biographie

## À la radio
Il a notamment été un des interprètes sur RMF FM (pl) du roman politique et policier (true political fiction) de « Clara Veritas » (ou Klara Weritas), nom de plume d'une personnalité cracovienne, Le Chant du cygne du jars (en polonais : Łabędzi śpiew Gąsiora).